# Canal de Matalobos
El canal de Matalobos es una obra de ingeniería civil que se inauguró en 1967. Dicho canal discurre 20 kilómetros íntegramente en la provincia de León, permitiendo el riego de 6.650 hectáreas con agua dulce proveniente del embalse de Barrios de Luna. El uso principal del agua es la agricultura.

## Datos técnicos[1]
- Longitud: 20 kilómetros

- Superficie dominada: 6.650 hectáreas

- Superficie regada: 6.650 hectáreas

- Caudal máximo en origen: 12 m³/s